# Chrysocraspeda callima
Chrysocraspeda callima är en fjärilsart som beskrevs av George Thomas Bethune-Baker 1915. Chrysocraspeda callima ingår i släktet Chrysocraspeda och familjen mätare. Inga underarter finns listade i Catalogue of Life.